# Dolmen de Kerivole
Le dolmen de Kerivole, appelé aussi dolmen de Kérivoa, est situé sur la commune de Bourbriac, dans les Côtes-d'Armor en Bretagne.

## Protection
Ce dolmen fait l’objet d’un classement au titre des monuments historiques depuis le 22 juillet 1914.